# Sachverständiger
Ein Sachverständiger (englisch expert) oder Gutachter ist eine natürliche Person mit einer besonderen Sachkunde und einer Expertise auf einem bestimmten Fachgebiet.

## Definitionen
Der Sachverständige hat die Aufgabe, im Rahmen seines Fachgebietes Feststellungen zu treffen und diese in einem zweiten Schritt Außenstehenden, etwa in einem Gutachten, zu vermitteln.
Hat ein Gericht oder eine Behörde kein ausreichendes Fach- oder Sachwissen zu einem bestimmten Fachgebiet, kann das Gericht oder die Behörde die Sachfrage an einen Sachverständigen zur Beantwortung im Wege eines Auftrags übertragen. Speziell wird der Ausdruck Sachverständiger für Gutachter oder Berater von Gerichten oder Entscheidungsgremien verwendet. Der Verhandlungsgrundsatz legt fest, dass der tatsächliche Prozessstoff, auf dem die spätere Entscheidung des Gerichts beruht, von den Parteien beizubringen ist. Die Parteien (Kläger/Beklagter, Anklage/Beschuldigter) tragen selbst durch ihre Klageschrift/Anklageschrift zu diesem Prozessstoff bei und bedienen sich der Zeugen und Sachverständigen. Dabei ist zwischen dem Parteigutachten und dem durch das Gericht beauftragten Gerichtsgutachten zu unterscheiden.
Der Sachverständigenbeweis hat gemäß § 355 Abs. 1 ZPO vor dem Prozessgericht stattzufinden. Er ist ein besonderes Beweismittel, daher ist es von entscheidender Bedeutung, welchen Sachverständigen das Gericht auswählt. Das Gutachten unterliegt der freien Beweiswürdigung durch das Gericht. Die Beschränkung auf öffentlich bestellte und vereidigte Sachverständige ist kein fester Grundsatz des Verfahrens- und Prozessrechts.
Sachverständige wirken in einem Verwaltungsverfahren an der Sachverhaltsermittlung mit, indem sie aus bereits aktenkundigen oder von ihnen erst zu erhebenden Tatsachen auf Grund ihres besonderen Fachwissens Schlüsse auf das Vorliegen oder Nichtvorliegen von Umständen ziehen, die ihrerseits der Behörde eine Schlussfolgerung auf die entscheidungsrelevanten Tatsachen ermöglichen oder erleichtern. Der Sachverständige erstellt zuerst einen Befund, das ist die Zusammenfassung der bekannten und/oder von ihm erst zu ermittelnden Tatsachen und stützt darauf sein Gutachten, das ist das fachliche Urteil darüber, welche Tatsachen aus dem Befund erschlossen werden können.
EuroExpert, die European Organisation for Expert Associations, definiert den Begriff des Sachverständigen wie folgt:
„Der Sachverständige ist eine unabhängige integre Person, die auf einem oder mehreren bestimmten Gebieten über besondere Sachkunde sowie Erfahrung verfügt. Der Sachverständige trifft aufgrund eines Auftrages allgemeingültige Aussagen über einen ihm vorgelegten oder von ihm festgehaltenen Sachverhalt. Er besitzt ebenfalls die Fähigkeit, die Beurteilung dieses Sachverhaltes in Wort und Schrift nachvollziehbar darzustellen“.
Voraussetzungen für die Tätigkeit als Sachverständiger ist fachliche Kompetenz, man spricht von der „besonderen Sachkunde“. In der Regel ist diese Sachkunde erworben durch ein für das Fachgebiet geeignetes Hochschulstudium mit Abschluss sowie durch eine mehrjährige Berufserfahrung bzw. Weiterqualifizierung auf dem entsprechenden Gebiet. Für handwerksbezogene Sachverständigentätigkeiten kann auch der Abschluss als Handwerksmeister sowie eine entsprechende Berufspraxis in Verbindung mit umfangreicher fachlicher und rechtlicher Fortbildung ausreichend sein.
Die Berufsbezeichnung „Sachverständiger“ ist in Deutschland, Liechtenstein und Österreich nicht geschützt. Jeder darf sich „Sachverständiger“ nennen. Die irreführende Verwendung des Begriffs kann als unlauterer Wettbewerb qualifiziert werden. Dies ist dann anzunehmen, wenn eine entsprechende Fachausbildung und eine mehrjährige fachbezogene Berufspraxis nicht nachgewiesen werden können, damit aber geworben wird. In Familiengerichten (Deutschland) werden Gutachter in Sorgerechtsfragen, zur Aufenthaltsbestimmung oder zu Umgangsfragen herangezogen. Immer häufiger werden sie auch bei Gewaltfragen oder sexuellem Missbrauch vom Gericht berufen.
Insbesondere bei der Formulierung des Auftrags an den Sachverständigen kann von den Parteien dabei bereits wesentlicher Einfluss auf das weitere Verfahren und die Kosten der Begutachtung genommen werden. Die Kosten für die Tätigkeit des Sachverständigen trägt in der Regel die Partei, welche den Sachverständigenbeweis beantragt hat oder beweisbelastet ist. Diese hat etwa nach § 365 Abs. 2 öZPO auch einen Kostenvorschuss zu erlegen.

## Rechtslage

### Deutschland
Es gibt in Deutschland eine Vielzahl von Sachverständigen, die nachfolgend aufgezählt werden:

#### Öffentlich bestellte und vereidigte Sachverständige (ö.b.u.v.-Sachverständige)
Personen, die als Sachverständige auf den Gebieten der Wirtschaft einschließlich des Bergwesens, der Hochsee- und Küstenfischerei sowie der Land- und Forstwirtschaft einschließlich des Garten- und Weinbaues tätig sind oder tätig werden wollen, sind gemäß § 36 Abs. 1 GewO auf Antrag für bestimmte Sachgebiete öffentlich zu bestellen. Sie müssen hierfür besondere Sachkunde nachweisen und es dürfen keine Bedenken gegen ihre Eignung bestehen.
Bestellkörperschaften sind für die formelle Bestallung und die Qualitätssicherung von öffentlich bestellten und vereidigten Sachverständigen zuständig. Einige Berufskammern, Industrie- und Handelskammern, Ingenieur- und Architektenkammern richten Fachgremien ein, um den Sachkundenachweis durchzuführen und bei positiver Überprüfung und tatsächlichem Bedarf an Begutachtungen eine beeidete Bestellung für eine befristete Periode vorzunehmen. Die Vorschriften der Sachverständigenordnung der Bestellkörperschaft müssen vom Sachverständigen eingehalten werden.
Die Handwerkskammern sind nach § 91 Abs. 1 Nr. 8 HwO für die Bestellung und Vereidigung von Sachverständigen des Handwerks legitimiert, unter anderem zur Erstattung von Gutachten über Waren, Leistungen und Preise von Handwerkern, jedoch auch z. B. für die Prüfung und Überwachung von Anlagen und Dokumentationspflichten. Die Sachverständigen des Handwerks sind wie alle öffentlich bestellten und vereidigten Sachverständigen in Deutschland auf Grundlage des § 36, § 36a der Gewerbeordnung (GewO) bestellt und vereidigt. Diese öffentliche Bestellung ist ein Verwaltungsakt. Die öffentliche Bestellung der Sachverständigen des Handwerks erfolgt nach Berufen. Das bedeutet, dass alle unter das jeweilige Bestellgebiet bzw. den Beruf fallenden Tätigkeiten oder Anlagen mit dem Bestellgebiet abgedeckt sind.
Sind für gewisse Arten von Gutachten Sachverständige öffentlich bestellt, so sollen andere Personen durch ein Gericht nur dann gewählt werden, wenn besondere Umstände es erfordern.(§ 404 Abs. 2 ZPO und § 73 Abs. 2 StPO).

#### Zertifizierte Sachverständige
In den EU-Mitgliedstaaten können sich Sachverständige zu ihrer Qualifikation durch eine Akkreditierungsstelle zertifizieren lassen, zum Beispiel durch die Deutschen Akkreditierungsstelle (DAkkS) oder durch eine akkreditierte Personenzertifizierungsstelle nach DIN EN ISO/IEC 17024. Ein Sachverständiger, der nach DIN EN ISO/IEC 17024 zertifiziert, aber nicht öffentlich bestellt und vereidigt ist, kann von Gerichten als geeigneter Sachverständiger herangezogen werden.

#### Amtlich anerkannte Sachverständige
Diese werden durch Landesbehörden anerkannt. Wer beispielsweise die Aufgaben eines amtlich anerkannten Sachverständigen für den Kraftfahrzeugverkehr wahrnimmt, bedarf gemäß § 1 Abs. 1 Kraftfahrsachverständigengesetz (KfSachvG) der Anerkennung durch eine Technische Prüfstelle für den Kraftfahrzeugverkehr (§ 10 Abs. 1 KfSachvG).

#### Anerkannte Sachverständige
Das sind die von einer Anstalt oder Körperschaft des öffentlichen Rechts als Sachverständige innerhalb ihres Zulassungsbereichs bestellten Bediensteten.

#### Behörden als Sachverständige
Das sind beispielsweise die Bundesanstalt für Materialforschung und -prüfung, Physikalisch-Technische Bundesanstalt, Bundesgesundheitsamt, Umweltbundesamt oder Deutsches Patent- und Markenamt.

#### Freie Sachverständige
Das sind die selbst ernannten Sachverständigen ohne Bestellung durch außenstehende Organisationen.

### Österreich

#### Übersicht
Es gibt in Österreich
- Allgemein beeidete und gerichtlich zertifizierte Sachverständige,
- Amtssachverständige,
- (freie) Sachverständige und
- Personen, die einen Beruf ausüben, dessen Zugangs- und Ausübungsvoraussetzungen in einer österreichischen Berufsordnung umfassend gesetzlich festgelegt sind und zu dem auch die Erstattung von Gutachten gehört, wie z. B. Ziviltechniker[11], Ärzte[12].

#### Bestellung
Der Sachverständige wird nach Anhörung der Parteien von Amts wegen durch das Gericht bestellt (§ 351 öZPO). Der Bestellung zum Sachverständigen hat derjenige Folge zu leisten, welcher zur Erstattung von Gutachten der erforderten Art öffentlich bestellt ist oder welcher die Wissenschaft, die Kunst oder das Gewerbe, deren Kenntnis Voraussetzung der geforderten Begutachtung ist, öffentlich als Erwerb ausübt oder zu deren Ausübung öffentlich angestellt oder ermächtigt ist (§ 353 Abs. 1 öZPO).

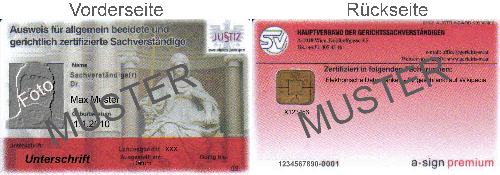
Sachverständigenausweis (Österreich) im Scheckkartenformat mit elektronischem Zertifikat

In Österreich werden die Sachverständigen vom Gericht in der Regel aus der Liste der allgemein beeideten und gerichtlich zertifizierten Sachverständigen ausgewählt. Der Sachverständige hat sich gegenüber dem Gericht mit seinem Sachverständigenausweis, der jedem in Österreich bei Gericht zertifizierten und beeideten Sachverständigen zur Verfügung gestellt wird, auszuweisen.
Können sich die Parteien außergerichtlich nicht auf einen sachverständigen Gutachter einigen, kann das Gericht in den jeweiligen Verfahren eine sogenannte Ad-hoc-Beeidigung vornehmen. In Österreich wird diese Praxis bereits seit einigen Jahren praktiziert.

#### Eidesleistung
Allgemein beeidete und gerichtlich zertifizierte Gerichtssachverständige leisten den Sachverständigeneid bei ihrer Aufnahme in die von den Gerichten geführte Gerichtssachverständigen- und Gerichtsdolmetscherliste. Sie müssen – im Gegensatz zu anderen Sachverständigen – bei ihrer jeweiligen Tätigkeit vor Gericht nicht mehr beeidet werden.

#### Rezertifizierung
Die in der Liste des Justizministeriums als Gerichtssachverständige eingetragenen Sachverständigen müssen sich alle fünf Jahre rezertifizieren lassen. Dabei haben sie einen Nachweis über die Verfahren, bei denen sie als Sachverständige vom Gericht berufen wurden und einen Nachweis über die Fortbildungstätigkeit (beispielsweise mit dem sogenannten: Bildungspass) zu führen. Diese Nachweise sind dem Präsidenten des zuständigen Landesgerichtes für die Rezertifizierung fristgerecht vorzulegen.

#### Befangenheit
Sachverständige unterliegen als Zeugen den Regelungen über die Befangenheit wie Gerichtspersonen (§§ 19 ff JN). Sie haben eine mögliche Befangenheit dem Gericht umgehend mitzuteilen (Pkt. 2.3 der Standesregeln).

#### Elektronischer Rechtsverkehr
Sachverständige in Österreich sind grundsätzlich seit dem 1. Juli 2019 verpflichtet am elektronischen Rechtsverkehr (ERV) teilzunehmen und sich an einen elektronischen Zustelldienst anzuschließen. Ausnahmen sind nur möglich, wenn keine Möglichkeit der Verbindung mit dem Internet besteht.

### Schweiz
Die Stellung der Sachverständigen in der Schweiz differiert je nach anwendbarem Verfahrensrecht. Einige Grundsätze besitzen allerdings regelmäßig Geltung:
- Den Sachverständigen ist Einsicht in die Akten zu gewähren und das Recht einzuräumen, Beweisaufnahmen beizuwohnen und zur Abklärung des Sachverhaltes Fragen an Zeugen und Beschuldigte zu stellen (zum Beispiel Art. 82 Abs. 2 des schweizerischen MStP).
- Die Sachverständigen unterstehen der Pflicht zur Geheimhaltung (zum Beispiel im Sinne von Art. 320 des schweizerischen StGB).
- Das Gericht bestimmt den Abgabetermin (zum Beispiel Art. 91 MStP).
- Die Sachverständigen haben Anspruch auf Entschädigung (zum Beispiel Art. 93 MStP).

### Liechtenstein
Gutachten von Behörden werden in Liechtenstein meist von Mitarbeitern der Landesbehörden erstellt und abgegeben. Eine genaue Verfahrensregelung dazu fehlt (es finden sich zwar in den Art. 59 ff. Landesverwaltungspflegegesetz und weiteren Bestimmungen allgemeine Regelungen für die Behörde zur Einvernahme von Sachverständigen und zu den Gebühren etc., jedoch keine Regelungen für den Sachverständigen selbst).
Einige weitere (recht allgemeine) organisatorische Regelungen finden sich unter anderem in den §§ 71 ff. der liechtensteinischen Strafprozessordnung (StPO) hinsichtlich der Verwendung von Sachverständigen im Strafverfahren sowie in weiteren Bestimmungen der StPO Einzelregelungen (z. B. zum Fragerecht des Beschuldigten).

## Rechtsgebiete
Mit dem Rechtsbegriff des Sachverständigen befassen sich die Zivilprozessordnung (ZPO) und die Strafprozessordnung (StPO) sehr ausführlich. Im Zivil- und Strafprozess muss der Sachverständige unabhängig (keiner Einflussnahme ausgesetzt), weisungsfrei (keine Verpflichtungen, die seine Feststellungen und seine Beurteilung verfälschen) und unparteiisch (wenn sein Gutachten nicht tendenziös, also bewusst zu Gunsten eines bestimmten fachfremden Interesses verfasst ist) sein.

### Zivilprozessordnung
Der Mündlichkeitsgrundsatz verlangt, dass auch der Sachverständigenbeweis mündlich zu führen ist (§ 128 Abs. 1 ZPO). Für den Beweis durch Sachverständige gelten gemäß § 402 ZPO die Vorschriften über den Zeugenbeweis entsprechend, soweit nicht abweichende Vorschriften zu beachten sind. Die Auswahl der zuzuziehenden Sachverständigen und die Bestimmung ihrer Anzahl erfolgt nach § 404 Abs. 1 ZPO durch das Prozessgericht. 
Sind für gewisse Arten von Gutachten Sachverständige öffentlich bestellt, so sollen andere Personen nur dann gewählt werden, wenn besondere Umstände es erfordern § 404 Abs. 2 ZPO. Hierbei handelt sich um eine reine Ordnungsvorschrift, die auch die Bestellung anderer Sachverständiger im Rahmen des Auswahlermessens des Gerichts ermöglicht. Eine starre Regelung, die lediglich die Gutachten öffentlich bestellter und vereidigter Gutachter zulassen, ist dem Verfahrens- und Prozessrecht fremd.
Es kann sich auf die Ernennung eines einzigen Sachverständigen beschränken, an Stelle der zuerst ernannten Sachverständigen kann es andere ernennen. Das Gericht hat die Tätigkeit des Sachverständigen zu leiten und kann ihm für Art und Umfang seiner Tätigkeit Weisungen erteilen (§ 404a Abs. 1 ZPO). Soweit es die Besonderheit des Falles erfordert, soll das Gericht gemäß § 404a Abs. 2 bis Abs. 4 ZPO den Sachverständigen vor Abfassung der Beweisfrage hören, ihn in seine Aufgabe einweisen und ihm auf Verlangen den Auftrag erläutern. Bei streitigem Sachverhalt bestimmt das Gericht, welche Tatsachen der Sachverständige der Begutachtung zugrunde legen soll. Soweit es erforderlich ist, bestimmt das Gericht mittels Beweisbeschluss, in welchem Umfang der Sachverständige zur Aufklärung der Beweisfrage befugt ist, inwieweit er mit den Parteien in Verbindung treten darf und wann er ihnen die Teilnahme an seinen Ermittlungen zu gestatten hat. Ein Sachverständiger kann gemäß § 406 ZPO aus denselben Gründen, die zur Ablehnung eines Richters berechtigen, abgelehnt werden (Befangenheit). Weitere Pflichten ergeben sich für den Sachverständigen aus § 407a ZPO. Das Zeugnisverweigerungsrecht eines Zeugen gilt gemäß § 408 Abs. 1 ZPO auch für Sachverständige (Gutachtenverweigerungsrecht). Die Beeidigung des Sachverständigen nach § 410 ZPO beinhaltet, dass der Sachverständige das von ihm erstattete Gutachten unparteiisch und nach bestem Wissen und Gewissen erstellt hat.

### Strafprozessordnung
Auch in der StPO sind die Regelungen über Zeugen auch auf Sachverständige anzuwenden (§ 72 StPO), (1) 
Die Auswahl der zuzuziehenden Sachverständigen und die Bestimmung ihrer Anzahl erfolgt durch den Richter. 
Sind für gewisse Arten von Gutachten Sachverständige öffentlich bestellt, so sollen andere Personen nur dann gewählt werden, wenn besondere Umstände es fordern.(§ 73 Abs. 1 StPO).
Weitere Parallelvorschriften zur ZPO sind die Ablehnung des Sachverständigen (§ 74 StPO), Gutachterverweigerungsrecht (§ 76 StPO), Leitung der Tätigkeit durch den Richter (§ 78 StPO) oder Vereidigung (§ 79 StPO). Der Sachverständige darf Zeugen oder Beschuldigte zur Vorbereitung seines Gutachtens vernehmen (§ 80 StPO).

### AO und FGO
Eine starre Regelung, die lediglich die Gutachten öffentlich bestellter und vereidigter Gutachter zulassen, ist dem Verfahrens- und Prozessrecht fremd: So regelt § 92 AO die Beweismittel für das Verwaltungsverfahren und benennt nur die Sachverständigen als Gruppe. § 96 AO regelt näher die Hinzuziehung von Sachverständigen, wobei nur an einer Stelle zwischen den öffentlich bestellten und den übrigen Sachverständigen differenziert wird: Nur die öffentlich bestellten Sachverständigen haben einem Gutachtenauftrag Folge zu leisten (§ 96 Abs. 3 AO). Nach § 82 FGO sind, soweit die §§ 83 bis §§ 89 FGO keine abweichende Regelung enthalten, für das finanzgerichtliche Verfahren die Vorschriften der ZPO sinngemäß anzuwenden. Zu diesen gehört § 404 ZPO, der die Auswahl gerichtlicher Sachverständiger regelt. Nach § 404 Abs. 2 ZPO sind zwar öffentlich bestellte Sachverständige vorrangig zu bestellen. Es handelt sich jedoch um eine reine Ordnungsvorschrift, die auch die Bestellung anderer Sachverständiger im Rahmen des Auswahlermessens des Gerichts nicht ausschließt.

## Ausbildung, Altersgrenze und Vergütung

### Ausbildung
Nach der allgemeinen Definition darf sich jeder Sachverständiger nennen, der in der Lage ist, den „Nachweis der besonderen Sachkunde“ zu führen. Dies ist eine recht unspezifische Umschreibung. Vereinfacht kann man annehmen, dass es dazu zwei mögliche, aber nicht rechtlich zwingend notwendige Kriterien gibt, die der logischen und praktischen Ableitung dienen können. Bei Vorliegen entsprechender Qualifikationen (einschlägiges Studium oder einschlägige Handwerksausbildung, in der Regel mit Meisterberechtigung) ist eine Weiterbildung zum Sachverständigen im Rahmen von qualifizierenden Seminaren (Deutschland, Österreich) oder Fernstudien (Deutschland) möglich. Zu den klassischen Bereichen des Sachverständigenwesens gehören unter anderem die Gebiete „Bewertung von Bauschäden“, „Grundstückswertermittlung“, „KFZ-Schäden“ (Kfz-Prüfer), „KFZ-Bewertung“, „Unternehmensbewertung“.
Sachverständige können für ihr Sachverständigenfachgebiet über eine fundierte Ausbildung sowie genügende berufliche Erfahrungen verfügen. Beispiel: Zur Beurteilung von Fliesenarbeiten können beispielsweise Fliesenlegermeister, langjährige Gesellen, speziell mit diesem Handwerk vertraute Architekten oder Ingenieure als SV tätig werden. Analog gilt dies selbstverständlich in gleicher Weise für andere Gewerke oder Fachgebiete.
Sachverständige müssen in der Lage sein, Gutachten zu erstellen und später mündlich zu verteidigen. Dies bedeutet, dass sie nicht nur sachlich und fachlich korrekt Dinge beurteilen müssen, sondern vor allem auch, dass sie in der Lage sind, fachliche Sachverhalte so in eine Alltagssprache zu übersetzen, dass die Zusammenhänge von jedem Laien (zum Beispiel Juristen, Politikern, Verwaltungsmitarbeitern, Journalisten) verstanden und nachvollzogen werden können. Ein Gutachten, das diesen Anspruch nicht erfüllt, ist wertlos und muss, weil es dem Gesamtauftrag nicht gerecht wird, deshalb auch nicht bezahlt werden. Es kommt vor, dass Gutachten rein fachliche Abhandlungen auf hohem Niveau sind, die dann jedoch aufgrund ihrer mangelnden Verständlichkeit nicht als Entscheidungshilfen herangezogen werden können und dürfen. Dem sollen fachliche und methodische Grundlagenausbildungen für Sachverständige entgegenwirken, wie sie von speziellen Ausbildungseinrichtungen angeboten werden. Zu den notwendigen Voraussetzungen zählt auch die sprachliche Gewandtheit in der mündlichen Auseinandersetzung.

### Altersgrenze
Das Bundesverwaltungsgericht hat entschieden, dass eine generelle Altersgrenze eine nach dem Allgemeinen Gleichbehandlungsgesetz (AGG) unzulässige Benachteiligung wegen des Alters darstellt und deshalb unwirksam ist. Eine Industrie- und Handelskammer (IHK) darf daher in ihrer Satzung nicht generell eine Höchstaltersgrenze für alle öffentlich bestellten und vereidigten Sachverständigen festsetzen. Im konkreten Fall ging es um die Höchstaltersgrenze von 68 Jahren, welche in der Sachverständigenordnung (SVO) vorgesehen war.

### Vergütung
Die Vergütung von Gerichtssachverständigen erfolgt nach dem Justizvergütungs- und -entschädigungsgesetz (JVEG). Ansonsten ist die Vergütung frei vereinbar. Fehlt es an einer ausdrücklichen Vereinbarung, so ist die Vergütung nach einer eventuell vorliegenden Taxe, der üblichen Vergütung gemäß § 315 BGB (billiges Ermessen) oder der ergänzenden Vertragsauslegung zu bestimmen. Sofern gesetzlich nicht explizit eine Befreiungstatbestand zur Umsatzsteuer definiert ist, entsteht auf die erbrachte Leistung regelmäßig eine Umsatzsteuerpflicht. Grundlage ist § 4 Nr. 14 UStG. Die als übergeordnetes Recht gültige EU-Regelung in Artikel 13 Absatz 1 Ziffer c) der 6. Richtlinie 77/388/EWG zur Harmonisierung der Umsatzsteuer ist hingegen tätigkeitsbezogen, befreit also lediglich bestimmte Einzelleistungen und steckt hierdurch die Grenzen der steuerfreien Betätigung deutlich enger. Die Finanzämter entscheiden zudem bundesweit unterschiedlich, welche der zahlreichen Gutachtensarten umsatzsteuerpflichtig und welche umsatzsteuerbefreit sind.

## Sachverständigengruppen

### Nach DIN EN ISO/IEC 17024 zertifizierte Sachverständige
Nach der EN ISO/IEC 17024 können Personen von einer von der DAkkS beliehenen akkreditierten Institution (= Konformitätsbewertungsstellen) zertifiziert werden. Hierbei handelt es sich um ein System der öffentlichen Beleihung einer privatrechtlichen Organisation mit der Wahrnehmung hoheitlicher Aufgaben.
Die Norm regelt die Anforderungen an die Stellen, die Sachverständige zertifizieren. In Deutschland war bis 31. Dezember 2009 der Deutsche Akkreditierungsrat (DAR) die oberste Stufe der Zertifizierungsstellen im Zertifizierungswesen. Der DAR hatte seine Geschäftsstelle bei der Bundesanstalt für Materialforschung und -prüfung (BAM) in Berlin wurde in die neu geschaffene Deutsche Akkreditierungsstelle (DAkkS) überführt. Die Deutsche Akkreditierungsstelle (DAkkS) wurde durch die Bundesrepublik Deutschland, vertreten durch das Bundesministerium für Wirtschaft (BMWi), als Kapitalgesellschaft (GMBH) gegründet. In dieser Gesellschaft wurden die bisherigen Mitglieder von European Corporation for Accreditation (EA), DGA und DKD integriert. Die Akkreditierungen der DACH, DAP, TGA/DATECH und DKD waren bis 28. Februar 2013 im Bestand gültig und wurden durch die DAkkS gem. Verordnung Nr. 765/2008 harmonisiert, ggfs. angepasst und in der Folge weiter überwacht. Eingereichte Neuanträge sind von 2010 bis Ende 2013 in diesen neuen Sektoren nicht bearbeitet oder als über das öffentlich-rechtliche System abgedeckt protokolliert.
Durch das Akkreditierungsverfahren der Zertifizierungsgesellschaft ist eine hohe Transparenz geschaffen worden. Die gleichbleibende Qualität des mehrstufigen Prüfungsverfahrens zur Personenzertifizierung wird durch die Verordnungen Nr. 765/2008, 764/2008 und 768/2008 festgelegt. Die von der DAkkS akkreditierte Zertifizierungsgesellschaft wird regelmäßig auf die Einhaltung der Inhalte des Akkreditierungsvertrages (Prüfungsverfahren) überwacht. Solch eine Kontrollfunktion gibt es bei den Bestellungskörperschaften in dieser Form nicht. Bei der "akkreditierten Personenzertifizierung" wird sowohl die Qualifikation und Eignung der Prüfer, die Tätigkeit des Prüfungsausschusses, des Zertifizierungsausschusses fortlaufend überwacht als auch das Zertifizierungsverfahren der Personenqualifikation mit der Prüfung und den Prüfungsberichten. Der Zertifizierungsprozess wird maßgeblich von einem Zertifizierungsprogramm geprägt. Das Zertifizierungsprogramm regelt u. a. die Anforderungen für die Zulassung eines Antragstellers, enthält Vorgaben wie die Kompetenz des Antragstellers beurteilt werden kann und macht Vorgaben zum Prüfungsablauf, zu dessen Inhalten sowie zu der Besetzung des Prüfungsgremiums. Bei einigen akkreditierten Personenzertifizierungsgesellschaften findet während der Prüfung ein Monitoring der Prüfer statt. In der Prüfung stellt der Antragsteller seine fachliche und persönliche Qualifikation dar. Die Prüfung untergliedert sich in eine Gutachtenprüfung, in einen schriftlichen Teil und in einen mündlichen Teil.
Die DAkkS wurde 2014 erstmals vollständig und dann alle fünf Jahre durch die „European Akkreditation“ kontrolliert. Mit diesem Verfahren ist dem Gesetzgeber die Gelegenheit gegeben worden, neben öbuv Sachverständige auch zertifizierte Sachverständige für gutachterliche Tätigkeiten vorzusehen. Von dieser Möglichkeit wurde beispielsweise bereits beim Investmentgesetz und dem Bewertungsgesetz Gebrauch gemacht. Seit dem 16. Juli 2021 heißt es im §198 BewG Abs. 2.: „Als Nachweis des niedrigeren gemeinen Werts kann regelmäßig ein Gutachten des zuständigen Gutachterausschusses im Sinne der §§ 192 ff. des Baugesetzbuchs oder von Personen, die von einer staatlichen, staatlich anerkannten oder nach DIN EN ISO/IEC 17024 akkreditierten Stelle als Sachverständige oder Gutachter für die Wertermittlung von Grundstücken bestellt oder zertifiziert worden sind, dienen.“
In einem Beitrag vom Institut für Sachverständigenwesen e. V. stellt Rechtsanwalt Peter Bleutge fest, dass der Gesetzgeber die Akkreditierung durch die DAkkS verlangen kann. „In der Vergangenheit hat der Gesetzgeber neben öffentlich bestellten und vereidigten Sachverständigen auch zertifizierte Sachverständige (…) für gutachterliche Tätigkeiten vorgesehen…“ „Mit der DAkkS ist nun eine staatlich beliehene Stelle geschaffen worden, auf die der Gesetzgeber zukünftig zurückgreifen und für den fairen Wettbewerb sorgen kann.“
Der zertifizierte Sachverständige unterliegt bezüglich seiner persönlichen Eignung und seiner fachlichen Qualifikation der regelmäßigen Kontrolle. Das Prüfungsverfahren umfasst einen schriftlichen, einen mündlichen, einen praktischen Teil sowie eine Gutachtenüberprüfung, mit deren Bestehen der Sachverständige seine besondere Fachkunde belegt. Für eine Zertifizierung muss ein Sachverständiger seine Erfahrung im Fachbereich bzw. Zertifizierungsbereich nachweisen. Die Kenntnisse eines Sachverständigen zur Erlangung der Zertifizierung oder der Vereidigung werden von der Bestellungskörperschaft oder notifizierten Zertifizierungsstelle intensiv geprüft. Es werden regelmäßig Arbeitsproben kontrolliert (Gutachtenprüfungen).
Um die hohe Qualität der Dienstleistung im Sachverständigenwesen dauerhaft zu garantieren, ist der Gültigkeitszeitraum des Zertifikats oder der Bestellung auf in der Regel maximal fünf Jahre begrenzt. Danach muss der zertifizierte Sachverständige seinen Wissensstand erneut nachweisen.
Die Pflichten des zertifizierten Sachverständigen ergeben sich aus dem Überwachungsvertrag zwischen Sachverständigen und der akkreditierten Personenzertifizierungsstelle. Der Inhalt des Überwachungsvertrages deckt sich im Wesentlichen mit den Inhalten der Sachverständigenordnung der Bestellungskörperschaften. Eine Ausnahme des zertifizierten Sachverständigen ggb. dem öbuv Sachverständigen besteht in der Pflicht zur Gutachtenerstattung. Ein nach DIN EN ISO/IEC 17024 zertifizierter Sachverständiger ist nicht verpflichtet gerichtliche Aufträge anzunehmen.
Vor Gericht sollen nach der ZPO (insb. § 404 Abs. 2 ZPO) andere als öffentlich bestellte Sachverständige nur dann hinzugezogen werden, wenn besondere Umstände dieses erfordern. Hierbei handelt es sich um eine Regelung der ZPO, die entstanden ist, als es die DIN EN ISO/IEC 17024 noch nicht gab. Eine Anpassung der Zivilprozessordnung hat es im Rahmen der unterschiedlichen Entwicklungen im Sachverständigenwesen bisher nicht gegeben. Eine Anpassung des § 404 Abs. 2 ZPO wird vom Gesetzgeber auch deswegen für nicht erforderlich erachtet, weil ein Abweichen von dieser Vorgabe (Ordnungsvorschrift) ohne Folgen bleibt und die Gerichte in ihrer freien Sachverständigenwahl nicht unzulässig eingeschränkt werden.
Ob die Zertifizierung von Sachverständigen die öffentliche Bestellung und Vereidigung von Sachverständigen in Deutschland aus Gründen des EU-Rechts (nicht zulässige Einschränkung der Berufsausübung für EU-tätige und EU-zugelassene Sachverständige) ersetzen sollte, wurde in deutschen Fachkreisen intensiv diskutiert. Bei den Fachkreisen handelte es sich im Wesentlichen um die IHK, HWK und Sachverständigenverbänden mit ihren mehrheitlich ö.b.u.v. Mitgliedern. Mit der Novellierung des § 36 GewO und der Einführung des § 36a GewO Ende 2009 hat sich der deutsche Gesetzgeber für eine Beibehaltung der öffentlichen Bestellung ausgesprochen und die Regelungen zur öffentlichen Bestellung an die europarechtlichen Anforderungen der Dienstleistungsrichtlinie (2006/123/EG) und der Berufsanerkennungsrichtlinie (2005/36/EG) angepasst.
Personenzertifizierungen im Sachverständigenwesens erfolgen beispielsweise in Fachbereichen der Immobilienbewertung, der Bauschadensermittlung und -bewertung, in der Betoninstandsetzung (Sachkundiger Planer – SKP) im Brandschutz, energetischen Gebäudeoptimierung, Sachverständige nach dem Wasserhaushaltsgesetz und im KfZ-Bereich (Kfz-Sachverständiger). Darüber hinaus finden umfangreiche Personenzertifizierungen im industriellen Bereich für zerstörungsfreien Prüfungen (DGZfP e. V., SectorCert) statt. Es handelt sich dabei um meist mehrstufige Qualifizierungs- und Sachkundenachweise in den Bereichen Schallemissionsprüfung, digitale Radiometrie, Wirbelstromprüfung, Durchstrahlungsprüfung, Radiometrie, Infrarotthermografie, Ultraschallprüfung, Eindringprüfung etc. aber auch zunehmend in der Medizin hat die Personenzertifizierung Eingang gefunden.
Das Landgericht Hechingen hat festgestellt: „… eine solche Zertifizierung, erfolgt diese nach dem Standard der DIN EN ISO/IEC 17024, ist eine der öffentlichen Bestellung vergleichbarer Sachkundenachweis und diesem gleichzusetzen.“
Der Verein Deutscher Ingenieure (VDI) hat das Merkblatt „VDI-MT 5900 Blatt 1 Sachverständige für Kraftfahrwesen und Straßenverkehr – Grundlagen“ überarbeitet. Der Entwurf dieses Merkblattes sieht die Gleichstellung von ö.b.u.v. Sachverständigen und der „akkreditierten Zertifizierung“ vor. Die Einspruchsfrist zum Entwurf endete am 31. Dezember 2018. Die Überarbeitung der übrigen Blätter soll folgen.
Anders als bei den IHK und HWK gibt es für die zertifizierten Sachverständigen derzeit kein einheitliches zentrales Abfragesystem. Die Veröffentlichung erfolgt i. d. R. durch die jeweilige Zertifizierungsstelle oder bei einigen Ingenieurekammern über Listeneintragungen. Bei der Bayerischen Ingenieurkammer Bau erfolgt eine Listeneintragung auf Antrag in den Service-Listen.

### Staatlich anerkannte Sachverständige (Deutschland)
Staatlich anerkannte Sachverständige (dieser Begriff ist gesetzlich geschützt) haben hoheitliche Aufgaben zu erfüllen und werden u. a. für die technische Überwachung ausgebildet. Sie unterstehen der Aufsicht des Staates. Dass ausschließlich die staatlich anerkannten Sachverständigen sowie die öffentlich bestellten und vereidigten Sachverständigen (s. u.) berechtigt sind, einen Rundstempel zu führen, ist umstritten. So haben das OLG Hamm und das LG Nürnberg-Fürth entschieden, dass ö.b.u.v.-Sachverständige kein Rundstempel-Monopol besitzen. Das OLG Köln führt jedoch aus, dass die Verwendung eines Rundstempels durch einen freien Sachverständigen gegen § 3 UWG verstößt, wenn dadurch der Eindruck erweckt wird, es handele sich um einen öffentlich bestellten und vereidigten Sachverständigen. Der Wortlaut des jeweils zu verwendenden Stempels ist von der Anerkennungsinstitution genau vorgegeben.
Staatlich anerkannte Sachverständige (saSV) sind Experten in bestimmten Fachbereichen, die meist durch eine umfangreiche Prüfung nachgewiesen haben, dass sie neben langjähriger Berufserfahrung über eine besondere Sachkunde in ihren Fachbereichen verfügen. Sie sind berechtigt, je nach Fachbereich gesetzlich vorgeschriebene Nachweise aufzustellen, Prüfungen vorzunehmen und Bescheinigungen auszustellen.
Staatlich anerkannte Sachverständige arbeiten privatrechtlich und übernehmen Aufgaben, die früher ausschließlich von Behörden abgedeckt wurden. Damit tragen sie zur Entlastung der Behörden bei.
Aber auch für den Bauherrn hat die Einschaltung des saSV entscheidende Vorteile. Er kann den saSV bereits in einem frühen Entwurfsstadium einschalten und muss nicht mehr, wie teilweise in der Vergangenheit erforderlich, die Beauftragung durch die Bauaufsichtsbehörde abwarten.
Die frühzeitige Einschaltung des saSV bewirkt nicht nur einen Beschleunigungseffekt, sondern führt auch zu einer gewünschten Abstimmung bzw. Optimierung der Planungen unter allen in Betracht kommenden technischen und finanziellen Aspekten.
Der saSV führt seine Tätigkeit eigenverantwortlich aus. Er führt sein Büro selbständig und auf eigene Rechnung. Der saSV führt seine Tätigkeit unabhängig aus. Er hat also zum Beispiel keine Handels- oder Lieferinteressen, die in Zusammenhang mit seiner Tätigkeit stehen.
Es werden Sachverständige in folgenden Bereichen in Deutschland anerkannt:
- staatlich anerkannte Sachverständige für Erd- und Grundbau
- staatlich anerkannte Sachverständige für potentiell gefährliche Tiere
- staatlich anerkannte Sachverständige für die Prüfung des Brandschutzes
- staatlich anerkannte Sachverständige für die Prüfung der Standsicherheit in den Fachrichtungen Massivbau, Metallbau und Holzbau
- staatlich anerkannte Sachverständige für Schall- und Wärmeschutz

- in Bayern: vom Bayerischen Landesamt für Umwelt anerkannte Private Sachverständige in der Wasserwirtschaft (PSW)[27]

### Öffentlich bestellte und vereidigte Sachverständige (Deutschland)
Im Gegensatz zu der „jungen“ Akkreditierung von Zertifizierungsgesellschaften für Personenzertifizierung, gibt es das System der öbuv seit 1870 mit Wurzeln bis hin zum Mittelalter. Im Gegensatz zur allgemeinen Bezeichnung „Sachverständiger“ ist die Bezeichnung „öffentlich bestellter und vereidigter Sachverständiger“ (Abkürzung: ö. b. u. v.) nach § 132a StGB gesetzlich geschützt. Die missbräuchliche Verwendung dieses Titels ist strafbar.
Öffentlich bestellte und vereidigte Sachverständige gibt es ausschließlich in Deutschland. Durch die Novellierung des § 36 GewO und die Einführung des § 36a GewO wurden die gesetzlichen Regelungen zur öffentlichen Bestellung an die europarechtlichen Anforderungen der Dienstleistungsrichtlinie (2006/123/EG) und der Berufsanerkennungsrichtlinie (2005/36/EG) angepasst.
Die Grundpflichten eines öffentlich bestellten und vereidigten Sachverständigen sind Objektivität, Unparteilichkeit und Weisungsfreiheit. Hierauf muss er einen Eid leisten. Ein Verstoß gegen diese Pflichten stellt einen Straftatbestand dar.
Die Grundpflichten zur Gutachtenerstattung eines ö.b.u.v.-Sachverständigen ergeben sich aus der Sachverständigenordnung und gelten nicht nur gegenüber Gerichten, sondern auch gegenüber dem privaten Auftraggeber. Wobei es bei Privataufträgen keinen Annahmezwang gibt. Gerichtsaufträge hingegen können vom SV nicht abgelehnt werden.
Die gesetzliche Grundlage für die öffentliche Bestellung und Vereidigung von Sachverständigen findet sich in § 91 HwO oder in § 36 GewO.
Die Bestellung kann durch eine Industrie- und Handelskammer, eine Handwerkskammer, eine Landwirtschaftskammer, eine Architekten- oder Ingenieurkammer oder durch das Regierungspräsidium eines Landes erfolgen.
Ein Antragsteller auf die öffentliche Bestellung und Vereidigung muss in der Regel bei den bestellenden Institutionen ein Überprüfungsverfahren durchlaufen, in dem die persönliche und fachliche Eignung zur Erstellung von Gutachten sowie der überdurchschnittliche Sachverstand und Fähigkeiten im jeweiligen Fachgebiet geprüft werden.
Nur Antragsteller, die ihre fachliche Qualifikation und persönliche Eignung im Überprüfungsverfahren gegenüber der Prüfungskommission darlegen konnten, werden öffentlich bestellt. Der Antragsteller muss für das Prüfungsverfahren u. a. nachfolgende Formulierung akzeptieren.
In der Geschäfts- und Verfahrungsordnung für das Fachgremium der sächsischen Industrie- und Handelskammern zur Begutachtung der besonderen Sachkunde von Sachverständigen auf dem Fachgebiet „Schäden an Gebäuden“ heißt es in § 6 Abs. 3 „Gegenstand der Überprüfung“:

„Die vom Deutschen Industrie- und Handelstag beschlossenen fachlichen Bestellungsvoraussetzungen für das Sachgebiet … beschreiben den Inhalt des Sachgebietes, binden aber den Fachausschuss nicht. Er ist vielmehr bei seiner Beurteilung, ob der Nachweis der besonderen Sachkunde geführt worden ist, frei.“

Die öffentliche Bestellung kann in unterschiedlichsten Fachbereichen, wie z. B. Bewertung von Bauschäden, Verkehrstechnik, Sportplatzbau, Unternehmensbewertung, Grundstücksbewertung, EDV u. a. erfolgen. Als „Gutachter für Grundstücksbewertung“ wird u. a. ein Mitglied des Gutachterausschusses i. S. d. § 192 Baugesetzbuch (BauGB) bezeichnet.
Der sogenannte Bestellungstenor gibt Auskunft über die bestellende Behörde und den Fach- bzw. Tätigkeitsbereich. Ein Bestellungstenor lautet zum Beispiel „von der Handwerkskammer öffentlich bestellter und vereidigter Sachverständiger für das Straßenbauer-Handwerk“. Zusätzlich wird die überwachende Behörde angegeben, beispielsweise „Handwerkskammer Dortmund“.
Durch die Nennung sowohl der bestellenden Behörde als auch des Tätigkeitsbereiches ist es für einen Ratsuchenden erleichtert, einen ortsansässigen Sachverständigen aus dem jeweiligen Fachgebiet zu finden, dessen Qualifikation durch das Prüfungsverfahren der bestellenden Behörde nachgewiesen ist.
Als Tätigkeitsbereich könnte zum Beispiel „Maschinen und Anlagen der Brauerei und Getränkeindustrie“ oder „Planungs- und Ausführungsfehler im Hochbau“ angegeben sein.
Eine ö.b.u.v. kann auf Antrag nur in solchen Fachbereichen geprüft und erteilt werden, für die die Bestellungskörperschaften auch tatsächlich Prüfungskommission(en) vorhalten. Für Fachbereiche, in denen es keine Prüfungskommission(en) gibt, kann es auch keine Bestellung(en) geben. Somit es viele Bereiche z. B. in der Medizin, der Technik und in der Wirtschaft gibt, für die die Bestellungskörperschaften keine ö.b.u.v.-Sachverständige zur Verfügung stellen können. Vorschriften an die personelle Zusammensetzung und den Qualifikationen der Prüfungskommissionen der Bestellungskörperschaften gibt es nicht. Auch gibt es keine verbindlichen Vorgaben für die Durchführung und den Inhalt der Prüfungen an die einzelnen Bestellungskörperschaften (vgl. oben). Ein Kontrollgremium zur Überwachung der Prüfungskommission gibt es ebenfalls nicht. Im Falle von Streitigkeiten gibt es für den Antragsteller lediglich den formalen Weg der Beschwerde bei der Bestellungskörperschaft. Die Bestellungskörperschaften untereinander haben keine einheitliche Vorgehensweise bei der Überprüfung der besonderen Sachkunde. Das Oberverwaltungsgericht Lüneburg hat am 31. Juli 2009 hierzu beschlossen:

„… Was es den Nachweis der besonderen Sachkunde betreffe, dürfe es keine starr schematische Handhabung geben, insbesondere dürfen die Bestellungskörperschaften nicht verlangen, dass sich jeder Bewerber einem schriftlichen und mündlichem Examen unterziehen müsse. Vielmehr könne ein Bewerber seine besondere Sachkunde auch durch andere Nachweise erbringen wie beispielsweise die Vorlage eigener Gutachten …“

Hier besteht ein wesentlicher Unterschied von den Bestellungsverfahren gegenüber zum starren und standardisiertem Verfahren der Personenzertifizierung nach DIN EN ISO/IEC 17024. Wegen der fehlenden Kontrolle der Bestellungskörperschaften und der Zusammensetzung der Prüfungskommissionen wird für die Verbesserung der Transparenz und Qualifikation durch eine „öffentliche Zertifizierung“ diskutiert. Mit der DAkkS wurde bereits ein solches System der öffentlich-rechtlichen Beleihung von privatrechtlich organisierten Gesellschaften geschaffen (vgl. nach DIN EN ISO/IEC 17024 zert. Sachverständige).
Öffentlich bestellte und vereidigte Sachverständige werden in der Regel für fünf Jahre bestellt. Vor der Wiederbestellung wird von den bestellenden Körperschaft geprüft, ob noch alle Bestellungsvoraussetzungen vorliegen. Ein besonderes Augenmerk wird darauf gelegt, ob die Sachverständigen ihrer Pflicht zur stetigen Fortbildung im jeweiligen Bestellungsgebiet nachgekommen sind.
Der Verein Deutscher Ingenieure (VDI) überarbeitet derzeit das Merkblatt „VDI-MT 5900 Blatt 1 Sachverständige für Kraftfahrwesen und Straßenverkehr – Grundlagen“. Dieses Merkblatt sieht die Gleichstellung von öbuv SV und der „akkreditierten Zertifizierung“ vor. Voraussichtliches Erscheinungsdatum September 2018. Die Überarbeitung der übrigen Blätter sollen folgen.
Alle von den in Deutschland ansässigen 80 IHKs öffentlich bestellten und vereidigten Sachverständigen werden in einem offiziellen bundesweitem Sachverständigenverzeichnis geführt. Dies enthält Angaben zu von Industrie- und Handelskammern, von Architekten-, Ingenieur- und Landwirtschaftskammern öffentlich bestellten und vereidigten Sachverständigen. Seit dem 1. Januar 2008 befindet sich auch ein Teil der Regierungssachverständigen des Landes Bayern im bundesweiten Sachverständigenverzeichnis. Seit diesem Zeitpunkt sind die bayerischen IHKs für diese Sachverständigen zuständig.
Auch die Handwerkskammern betreiben eine bundeseinheitliche Sachverständigen-Datenbank. In dieser Datenbank können öffentlich bestellte und vereidigte Sachverständige für einen speziellen Handwerkszweig, zum Beispiel Straßenbauer, Fliesenleger, Optiker, Bäcker, Friseure usw. ganz gezielt gesucht werden.

### Medizinische Sachverständige (Deutschland)
Für medizinische Sachverständige (einschließlich zahnmedizinischen und psychologischen) ist die Approbation in der Regel Voraussetzung. Die Approbation ist eine behördliche (staatliche) Genehmigung zur Ausübung bestimmter Heilberufe und entspricht einer öffentlichen Bestellung (siehe z. B. § 109). Das OLG Hamm entschied in Bezug auf § 404, dass medizinische Sachverständige grundsätzlich im entsprechenden Fachgebiet sachkundig sein müssen. Sie werden u. a. als Gerichtsgutachter bei medizinischen Fragestellungen zu Fragen des Gesundheitszustands, zu Erkrankungen, zu Behandlungsfehlern und der Körperschädigung von Patienten beauftragt. Sie unterstützen durch die medizinische Begutachtung die Entscheidungen von sozial- und privatrechtlichen Versicherungsträgern über deren Leistungspflicht.
Psychologische Sachverständige müssen Diplom-Psychologen sein und sollen über eine langjährige klinische und/oder therapeutische Erfahrung verfügen.

### Freie und allgemein anerkannte, sonstig qualifizierte Sachverständige
Personen mit entsprechenden persönlichen und fachlichen Voraussetzungen sowie mit Fachkenntnis und Sachkunde sowie Berufserfahrung können als Sachverständige tätig werden, die Berufsbezeichnung ist nicht geschützt.
Der freie und allgemein anerkannte, qualifizierte Sachverständige sollte eine entsprechende Reputation in Form einer abgeschlossenen Qualifizierung als Meister (für handwerksbezogene Sachverständigentätigkeiten) oder eine Hochschulausbildung als Ingenieur, eine höhere Fachschulausbildung als staatlich geprüfter Techniker (für technische gutachterliche Fragestellungen) oder eine Hochschulausbildung als Betriebswirt (für ökonomische Fragestellungen wie Unternehmens- und Immobilienbewertung) haben. Langjährige berufspraktische Erfahrung, ein fortgesetzter Bezug zur Praxis, die ständige Auseinandersetzung mit der technischen und ökonomischen Weiterentwicklung im jeweiligen Berufsfeld und die Kenntnis des jeweils neuesten Standes der Wissenschaft und der dazugehörigen Regeln (Normen) sind die Grundvoraussetzung für die freie Sachverständigentätigkeit. Dazu gehören erweiterte technische, wirtschaftliche und rechtliche Kenntnisse sowie die persönliche Befähigung zur sachlichen und unvoreingenommenen objektiven Analyse und Dokumentation von Sachverhalten, verbunden mit der Fähigkeit, sich in Wort und Schrift allgemeinverständlich und überzeugend auszudrücken, um einen entsprechenden gutachterlichen Auftrag zu erfüllen. Seit Inkrafttreten der Betriebssicherheitsverordnung wurde der geläufige Begriff des „Sachkundigen“ durch den der „befähigten Person“ ersetzt. Personen, die bisher als Sachkundige geprüft haben, können auch weiterhin die entsprechenden Prüfungen durchführen.
Freie Sachverständige können in Deutschland unter bestimmten Voraussetzungen einem der Sachverständigenberufsverbände beitreten.
Bei Gerichtsverfahren werden freie Sachverständige selten beauftragt (Deutschland); in gerichtlichen Verfahren werden nach § 404 Abs. 2 ZPO oder § 73 Abs. 2 StPO im Regelfall öffentlich bestellte und vereidigte Sachverständige bevorzugt beauftragt. Jedoch wird in speziellen Sachgebieten oder wenn kein öffentlich bestellter und vereidigter Sachverständiger gefunden werden kann auch auf unbeeidete Sachverständige zurückgegriffen. Es kommen zunehmend auch nach DIN EN ISO/IEC 17024 zertifizierte Sachverständige zum Einsatz. Das Gericht ist in seiner Entscheidung dabei frei.
Personen mit entsprechender fachlicher Vorbildung haben die Möglichkeit, sich zu Sachverständigen weiter qualifizieren zu lassen.

## Sachverständigenverbände
In Deutschland relevante Sachverständigenvereinigungen sind unter anderem der Bundesverband öffentlich bestellter und vereidigter sowie qualifizierter Sachverständiger (BVS), der Bundesverband öffentlich bestellter und vereidigter sowie qualifizierter Kunstsachverständiger (BVK), sowie der Bundesverband Deutscher Sachverständiger und Fachgutachter (BDSF).
In Österreich gibt es nur einen anerkannten Verband der Sachverständigen, den Hauptverband der allgemein beeideten und gerichtlich zertifizierten Sachverständigen.
In Liechtenstein gibt es keinen anerkannten Verband der Sachverständigen. Sachverständige werden bei Bedarf vom Gericht benannt.